# Симборский, Андрей Михайлович
Андрей Михайлович Симборский (1792—1868) — генерал-лейтенант, участник Кавказской войны.

## Биография

### Начало деятельности
Происходил из дворян Санкт-Петербургской губернии, родился в 1792 г.
Образование получил во 2-м кадетском корпусе и в 1809 г., семнадцати лет от роду, вступил на службу в чине подпоручика в 7-ю артиллерийскую бригаду, которая впоследствии поступила в состав 24-й артиллерийской бригады.

### Отечественная война 1812 года
В 1812 г. Симборский участвует в Отечественной войне против французов, находясь, между прочим, в сражениях при Смоленске и при Бородине; за оказанное в последнем бою отличие был награждён орденом св. Анны 3-й степени.
В 1813 г. Симборский находится снова в походах. С 8 по 30 июня он вместе с войсками, двигавшимися от Белостока, следует в герцогство Варшавское и, находясь в составе резервной армии, остаётся здесь до окончания кампании. В 1814 г. Симборский назначен старшим адъютантом к начальнику артиллерии резервной армии, генерал-майору Бельгарду, и за усердие удостоился получить Высочайшую благодарность.
В том же году Симборский был переведён в 15-ю артиллерийскую бригаду, а в 1816 г. причислен к гвардейским учебным артиллерийским батареям и получил Высочайшую благодарность «за отличное усердие и деятельность в исполнении письменных дел и всех поручений, относящихся до службы».
В 1817 г. Симборский произведен в поручики, переведен в 4-ю понтонную артиллерийскую роту, затем в лейб-гвардии 1-ю артиллерийскую бригаду, за время службы в которой получил чины: в 1820 г. — штабс-капитана, в 1822 г. — капитана и в 1824 г. — полковника. В этом году Симборский принужден был для поправления здоровья отправиться в Карлсбад, на что ему Высочайше было выдано денежное пособие.
По выздоровлении, в 1825 г. он назначается командующим батареей Его Императорского Высочества Великого Князя Михаила Павловича и с 1827 г. утверждается в этой должности. Наградой, полученною им за усердную в это время службу, был орден св. Анны 2-й степени.
Масон, в 1818—1821 годах член петербургской ложи «Трёх светил».

### Русско-турецкая война
Война с турками выдвинула боевые способности Симборского. Командуя батареей, он совершил поход от Санкт-Петербурга до Дуная, вступил в турецкие владения, следуя через крепость Исакчу, город Бабадах, крепость Кюстенджи, города Монгалию и Коварну до крепости Варны. Под этою крепостью, важного операционного пункта на пути к Константинополю через Балканы, Симборский находился с 29 августа по 29 сентября 1828 г., участвуя в осаде и при покорении её.
С 7 по 20 октября Симборский вёл свою батарею обратно в Россию; 14 ноября остановился на зимовку в Каменец-Подольской губернии, а по окончании войны следовал обратно в Санкт-Петербург, куда и вступил 20 января 1830 г.
За труды, понесенные в турецкой кампании, за примерное мужество, отличное усердие и неустрашимость во время осады Варны, а также за сбережение вверенной ему лейб-гвардии 1-й артиллерийской бригады и за сохранение порядка во время похода, Симборскому была объявлена Высочайшая благодарность и пожаловано годовое, не в зачёт, жалованье.

### Польский поход
В 1831 г. Симборский произведён в генерал-майоры, после того он принял участие в войне против польских мятежников.
С 8 января по 16 марта 1831 г., он двигался с войсками от Санкт-Петербурга до Нарева, 16-го переправился через него у местечка Тыкочина и вступил в пределы Царства Польского, 20 числа прибыл в Ломжу, где были стянуты войска в ожидании дальнейших действий в зависимости от обстоятельств. Отсюда Симборский с вверенной ему частью двинулся к Замброву, откуда 5 мая он направился к Снядову, с 7 по 9 мая участвовал в отражении неприятеля, пытавшегося было отрезать Гвардейский корпус от русской границы.
9 мая произошло сражение у селения Желтки, Белостокской области. Симборский здесь проявил выдающиеся боевые способности и примерным мужеством много способствовал вреду, нанесенному неприятелю. Когда командовавший артиллерией генерал-майор Сумароков был ранен, то Симборский, приняв командование артиллерией, действовал с особым хладнокровием и распорядительностью. В награду за это ему был пожалован орден св. Владимира 3-й степени.
С 12 по 18 мая Симборский принимал участие в преследовании польских мятежников до Остроленки, где произошло сражение, проигранное поляками. 22 мая Симборский прибыл к Макову и оставался там до 22 июня, а потом выступил к Плоцку, откуда следовал к переправе через Вислу при Оссеке, а затем находился в окрестностях Нешавы, а с 20 июля у Ловича.
После кратковременного затишья русские войска, в числе около 86 тысяч, выступили к Варшаве. 25 августа был произведён штурм Варшавы, решивший её участь, а 26 числа произошло сражение, окончившееся взятием её. Симборский, находившийся при штурме на позиции под неприятельскими выстрелами и принимавший в сражении горячее участие, был награждён за боевые заслуги орденом св. Станислава 2-й степени.
С 12 по 21 сентября Симборский находился в особом отряде гвардейских войск, преследовавшем мятежников до прусских границ С 22 сентября отряд следовал обратно до Варшавы, куда и вступил 30 числа. С 11 октября началось выступление из Варшавы в Ковну, и 8 ноября войска прибыли в Россию.
Кроме военных орденов и наград за боевые отличия, генерал-майор Симборский в это время неоднократно получал Высочайшие благоволения, как за порядок и образцовое состояние вверенной ему лейб-гвардии 1-й артиллерийской бригады на смотрах, так и за отлично-успешное приведение её на военное положение при выступлении в поход.

### На Кавказе
В 1832 г. Симборский был назначен начальником артиллерии отдельного Кавказского корпуса, а потом начальником 3-й артиллерийской дивизии и награждён орденом св. Станислава 1-й степени. В 1836 г. Высочайшим приказом Симборский был прикомандирован к отдельному Кавказскому корпусу, и вспыхнувшая война с горцами привлекла его в ряды действующей армии.
По распоряжению командующего отдельным Кавказским корпусом Симборский был командирован из Тифлиса в отряд войск, назначенных для военных действий против закубанцев и состоявших под начальством командующего войсками, расположенными на Кавказской линии и в Черномории, генерал-лейтенанта Вельяминова.
Переправясь на левый берег Кубани, Симборский получил начальство над артиллерией и сапёрами действующего отряда и находился в делах против неприятеля с 24 сентября по 31 ноября. Вместе с отрядом он совершил и тяжелый поход через Абинское укрепление, Атохуавскую долину, Баканское ущелье, к крепости Анапе, а от этой последней к Кубани и через Цемское ущелье до Сундаликской бухты и обратно. Войска отряда истребляли на пути неприятельские аулы, пробиваясь к берегам Чёрного моря. За участие в этой экспедиции против горцев Симборскому была пожалована золотая табакерка, осыпанная бриллиантами, с вензелевым изображением имени его императорского величества, и знак отличия беспорочной службы за XV лет на георгиевской ленте.
В 1837 г. Симборский получил назначение на должность командира Кавказской резервной гренадерской бригады с состоянием по армии. Война с горцами продолжалась, и Симборский по воле начальства был назначен в экспедицию против горцев со стороны Абхазии. Прибыв 13 мая в Цебельду, к действующему отряду, состоявшему под личным начальством командира отдельного Кавказского корпуса генерал-адъютанта барона Розена, он до 22 числа находился в этом отряде, оставшемся в Цебельде для получения от цебельдинцев присяги после окончательного их покорения русскому правительству.
Затем, выступив 22 мая к крепости Сухум-Кале, Симборский получил начальство над 2-м отделением десанта и отбыл с ним к мысу Адлер. Участвуя в занятии его нашими войсками, он удостоился получить Высочайшее благоволение за оказанные отличия. Затем с частью пехоты и артиллерии Симборский был послан к устью реки Мзымта для занятия отрядом лагеря и очищения его от горцев. На авангард лагеря было произведено горцами нападение, но отряд предводительствуемый Симборским, отразил натиск неприятеля.
18 июня было заложено укрепление св. Духа и по отбытии корпусного командира начальство над всем отрядом перешло к Симборскому. Отряд оставался здесь до полного окончания постройки укрепления и казарменных зданий и в течение всего этого времени не раз имел столкновения с неприятелем.
Так, однажды, часть отряда, посланная для вырубки строевого леса, была атакована горцами, превосходство которых заключалось как в многочисленности их, так и в том, что они отлично знали местность и потому своим внезапным и стремительным нападением на горсть русских могли одержать полную победу. Генерал Симборский, прибыв в критическую минуту на место сражения и подкрепив войска резервом, заставил отступить неприятеля с большим уроном и окончил это жаркое дело с успехом для русского отряда.
Постоянные перестрелки, стычки с неприятелем, истребление горских аулов и неизменно бдительное охранение окрестностей укрепленного лагеря требовало постоянного личного участия командующего отрядом, генерала Симборского, почему труды его были отмечены пожалованием ему аренды на 12 лет.
К ноябрю постройка укрепления св. Духа была закончена, и оно было приведено в оборонительное положение. Симборский, посадив войска на суда, отбыл с ними на Сухумский рейд, откуда отправил их в штаб-квартиры, а сам возвратился в Тифлис.
Здесь ему были поручены грузинские линейные батальоны, в награду же за труды, понесенные в экспедиции, ему был пожалован орден св. Анны 1-й степени.
В 1838 г. Симборский снова принимает участие в военных действиях против горцев и назначается командующим отрядом, который должен был действовать со стороны Абхазии на восточном берегу Чёрного моря. Прибыв в апреле в Сухум на сборный пункт войск действующего отряда, Симборский высадился с ним близ устья реки Сочипсты. Здесь произошел кровопролитный бой с черкесами, отчаянно защищавшими побережье, но всё-таки уступившими русскому отряду и сдавшими урочище Сочи. Симборскому было объявлено Высочайшее благоволение.
В видах прочного занятия этой местности приступлено было к возведению форта, названного Александрией, и наблюдение за работами было поручено Симборскому, который и оставался здесь до конца постройки.
С 30 по 31 мая у берегов Чёрного моря разразилась буря; много военных и торговых судов разбилось у неприятельских берегов. Горцы, привлеченные было добычей, были отражены отрядом Симборского, которому удалось также спасти флотский экипаж с корвета «Месемврия», фрегата «Варна» и семи купеческих судов, несмотря на то, что все эти корабли были разбиты и выброшены на берег.
Столкновения с неприятелем были очень часты, и каждый шаг земли брался отрядом с бою, особенно при расчистке местности от непроходимого леса, покрывавшего всю окрестность. 11 августа было окончено возведение форта Александрии, и Симборский, вооружив его артиллерией, оставил его при достаточном гарнизоне. Войска же были посажены на суда и прибили в Абхазию 13 мая, где Симборский оставался ещё до октября, ввиду предполагавшейся сухопутной экспедиции. 25 октября Симборский возвратился в Тифлис.
В 1839 году Симборский, по предписанию командующего отдельным Кавказским корпусом, получил начальство над войсками, собранными в Шекинской провинции; цель сосредоточения здесь войск была та, чтобы отвлечь внимание восставших горцев от главного русского отряда, назначенного действовать со стороны Кубы, под личным начальством корпусного командира.
22 апреля Симборский прибыл в Нуху, 10 мая вошёл в переговоры с султаном элисуйским, который угрожал своей милицией враждебному нам рутульскому горскому обществу во главе с Агабеком Рутульским. Симборский условился с султаном относительно наступательного движения против отрядов Агабека Рутульского и 24 мая отправил авангард через Шинское ущелье для овладения подъёмом на горы Наур и Салават. 25-го отряд был в деревне Гейнук, 26-го занял позицию на горе Науре, где и попал в критическое положение: жители шекинских деревень Бурча, Хно и Гидыма изменили, и отряд Симборского был встречен скопищем горцев вольных дагестанских обществ. Отряд сражался с неприятелем с 26 мая по 2 июня, и только благодаря неудаче противника под Аджиахуром, русским удалось удержать занятую позицию и даже нанести неприятелю серьёзный вред. Непреодолимое Аджиахтурское ущелье было взято, и цель экспедиции была достигнута, так как ущелье являлось ключом нагорного Дагестана, и со взятием его военные действия вольных дагестанских обществ прекратились.
3 июня отряд Симборского спустился обратно в Шинское ущелье и расположился близ деревни Шина. 28 июня, по приказанию командира отдельного Кавказского корпуса, отряд был распущен, а Симборский прибыл в бригаду 6 июля.
Наградой за усердие и исполнение с совершенным успехом возложенного поручения были орден корона и мечи к ордену св. Анны 1-й степени, орден св. Георгия 4-й степени за выслугу в офицерских чинах 25 лет (3 декабря 1839 г., № 5918 по списку Григоровича — Степанова) и прибавка жалованья.

### После Кавказа
В 1840 г. Симборский был уволен в отпуск на минеральные воды для излечения болезни, с пособием от казны. В 1846 г. Симборский был назначен комендантом Динабургской крепости, с оставлением по пехоте, а через 10 лет зачислен по полевой пешей артиллерии. 6 декабря 1847 г. он был произведён в генерал-лейтенанты, в 1852 г. ему пожалован был орден св. Владимира 2-й степени, в 1857 г. — производимая «вместо аренды» выплата по 1200 рублей год продлена ещё на 6 лет и пожалован орден Белого Орла, в 1859 г. — золотая табакерка, украшенная бриллиантами, с портретом Государя Императора за выслугу 50 лет в офицерских чинах.
В 1862 г. Симборский был отчислен от должности динабургского коменданта, с зачислением по запасным войскам.
Генерал В. А. Роткирх дал следующую характеристику Симборского: «В лице генерал-майора Симборского, русская армия имела выдающегося человека по своим разносторонним способностям. Редкая по своей полноте военная опытность, постоянная бдительность, уменье найти выход в самых трудных случаях, неутомимая энергия и рвение его к службе, как командира части, неустрашимость в бою — все вместе взятое выдвигает Симборского как одного из замечательных военных деятелей, имя которого неразрывно связано с историей завоевания Черноморского побережья и покорения Кавказа».
Умер 20 января 1868 г. в Санкт-Петербурге, похоронен на Смоленском православном кладбище.
Его братья — Валентин Михайлович, Иероним Михайлович и Дмитрий Михайлович — также служили по артиллерии и двое последних состояли в генеральских чинах; также известен брат Александр и сёстры Варвара и Софья.

### Награды
- Орден Святой Анны 3-й ст. (1812)
- Орден Святой Анны 2-й ст. (1827)
- Польский знак отличия за военное достоинство 3-й степени (1831)
- Орден Святого Владимира 3-й ст. (1831)
- Орден Святого Станислава 2-й ст. (1831)
- Орден Святого Станислава 1-й ст. (1832)
- Орден Святой Анны 1-й ст. (1837)
- Орден Святого Георгия 4-й ст. (3 декабря 1839)
- Орден Святого Владимира 2-й ст. (1852)
- Орден Белого Орла (1857)